# Histioteuthis corona
Histioteuthis corona is een inktvissensoort uit de familie van de Histioteuthidae. De wetenschappelijke naam van de soort is voor het eerst geldig gepubliceerd in 1962 door N. Voss & G. Voss.